# Karl Fochler (politik)
Karl Fochler (26. října 1864 – březen 1914 New York) byl rakouský politik německé národnosti působící na Moravě, na přelomu 19. a 20. století poslanec Říšské rady.

## Biografie
Profesí byl advokátem ve Vídni.

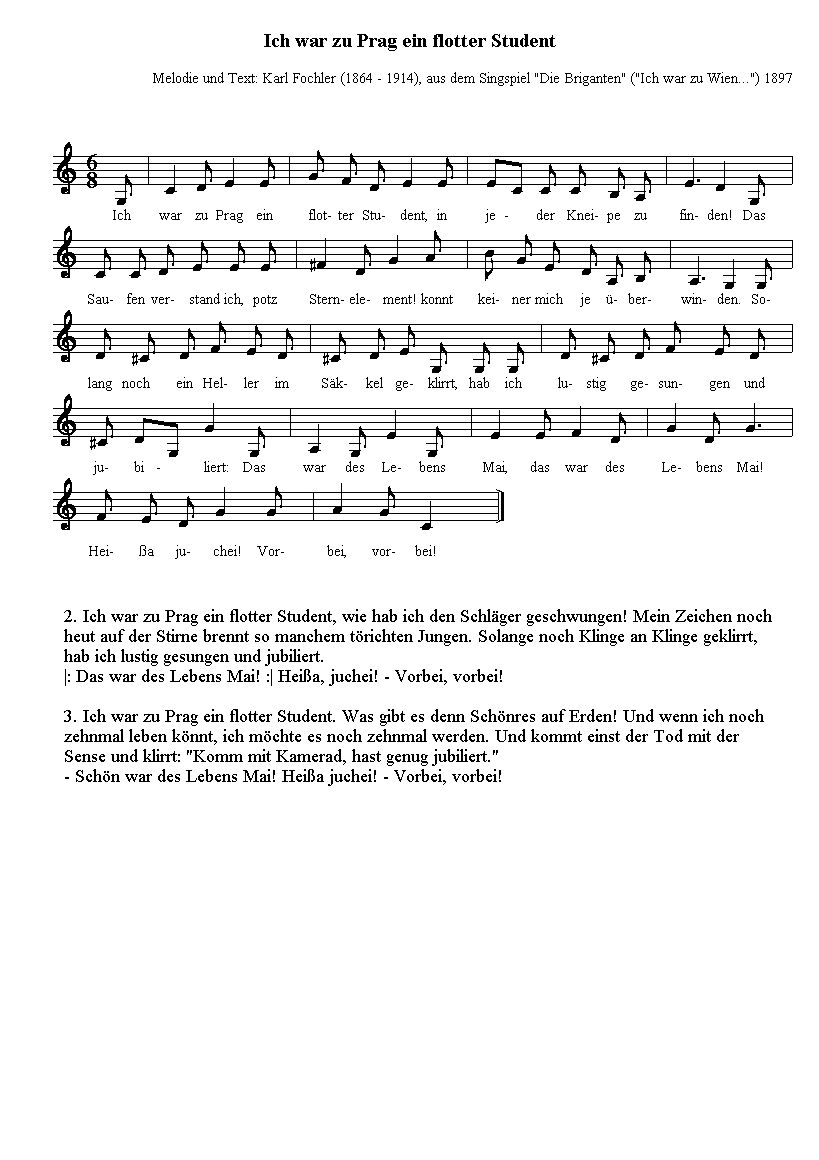
Notový zápis písně Ich war zu Prag ein flotter Student složené Karlem Fochlerem.

Na konci 19. století se zapojil i do celostátní politiky. V doplňovacích volbách do Říšské rady roku 1899 byl zvolen do Říšské rady (celostátní zákonodárný sbor) za městskou kurii, obvod Hranice, Lipník atd. Nastoupil 17. května 1899 místo Adolfa Prombera.
Politicky patřil k všeněmcům Georga von Schönerera.
V roce 1903 uprchl poté, co zpronevěřil peníze svých klientů, do Spojených států amerických a byl rakouskou justicí v nepřítomnosti stíhán. V USA žil v skromných poměrech a vydělával si jako klavírista.
Zemřel v New Yorku v březnu 1914.